# Kurt Grahl
Kurt Grahl (* 18. September 1947 in Markneukirchen; † 2. April 2025 in Leipzig) war ein deutscher Kirchenmusiker und Komponist.

## Leben und Wirken
Bereits mit 11 Jahren leistete er in der katholischen Kirche Markneukirchen Organistendienste. Die Eltern, der Markneukirchener Pfarrer und sein späterer Lehrer Georg Trexler legten dem 14-jährigen Grahl, um dessen musikalisches Talent zu fördern, eine musikalische Laufbahn in Leipzig nahe. Grahl wohnte daraufhin einige Jahre bei Familie Trexler.
Kurt Grahl trat 1962 in die Kinderklasse der Hochschule für Musik und Theater „Felix Mendelssohn Bartholdy“ Leipzig ein. Den Plan, das Abitur abzulegen, verweigerten ihm die Schulfunktionäre, da er weder bei den Pionierorganisationen noch bei der FDJ Mitglied war. Mit der Fürsprache von Trexler studierte er von 1964 bis 1969 – ohne Abitur – dennoch Kirchenmusik im Fach „Tasteninstrumente“ und spielte häufig auf der Orgel der Leipziger Universitätskirche. 1968 nahm er am III. Internationalen Johann-Sebastian-Bach-Wettbewerb teil und wurde Preisträger im Fach „Freie Improvisation“.
Am 1. September 1969 wurde Kurt Grahl Trexlers Nachfolger als Kantor, Organist und Chorleiter in der katholischen Propsteigemeinde St. Trinitatis in Leipzig. Er leitete dort fortan u. a. den Propstei-Chor und den Kinderchor. 1980 folgte die Ernennung zum – seinerzeit jüngsten – Kirchenmusikdirektor. Die Propsteigemeinde war nach der schweren Beschädigung ihrer Kirche im Zweiten Weltkrieg und der späteren Sprengung derselbigen jahrzehntelang auf die Gastfreundschaft anderer Leipziger Kirchgemeinden angewiesen. Grahl fehlte somit lange eine seinen Fähigkeiten entsprechende „eigene“ Orgel. Er legte den Schwerpunkt seiner Arbeit deshalb zunächst auf Vokalmusik. Erst 1982 konnte die Propsteigemeinde ihre neue Kirche beziehen, eine Orgel wurde dort 1987 eingebaut. Nach über 40-jähriger Tätigkeit wurde er im Oktober 2012 im Alter von 65 Jahren in den offiziellen Ruhestand verabschiedet.
Als „Frucht“ des Dienstes als Kirchenmusiker in einer Gemeinde entstanden weit über 1000 Kompositionen: Kinderlieder, Neue geistliche Lieder, Kantaten für unterschiedliche Chöre und Besetzungen, Chorwerke, Solokonzerte, geistliche Instrumentalmusik. Fast alle diese Werke sind aus dem täglichen Umgang mit der Liturgie heraus und damit für diese entstanden. Viele seiner Werke sind im Verlag Dohr sowie im Strube-Verlag erschienen.
Im Zuge der Einführung des neuen Gebet- und Gesangbuches Gotteslob in den deutschsprachigen Bistümern Ende 2013 und Anfang 2014 trat der Verlag Herder an Kurt Grahl heran und beauftragte ihn, ein Werkbuch zum liturgischen Gebrauch des Buches zu verfassen. Dieses Werkbuch liegt seit Mitte 2014 vor. Es beinhaltet Liedvorschläge für die Sonntage des Kirchenjahres aller drei Lesejahre, für Herren- und Heiligenfeste und besondere Anlässe.
Er war mit der Sängerin und Chorleiterin Agnes Grahl (* 28. April 1946 in Dresden; † 19. Februar 2000 in Leipzig) verheiratet. Der Ehe entstammten die Kinder Kristina und Robert Grahl, die ihrerseits eine musikalische Laufbahn einschlugen. Sein Schwiegersohn Jochen Kaiser ist ebenfalls Kirchenmusiker und promovierter Liturgiewissenschaftler. Kurt Grahl starb am 2. April 2025 im Alter von 77 Jahren. Er wurde auf dem Leipziger Südfriedhof neben seiner ersten Frau und seiner früh verstorbenen Tochter bestattet.

## Werke (Auswahl)

### Bekannte neue geistliche Lieder
- Wenn das Brot, das wir teilen, 1981, Text: Claus-Peter März
- Hände, die schenken, Text: Claus-Peter März
- Von guten Mächten treu und still umgeben, Text: Dietrich Bonhoeffer; Gotteslob 430
- Gott, singe mich, Text: Alexander Ziegert

### Oratorien, Messen
- Aufstand der Worte, Text: Claus Peter März
- (Große) Johannespassion, Text: Claus Peter März
- (Kleine) Johannespassion
- Matthäuspassion
- Markuspassion
- Lukaspassion
- Deutsche Messe 90 – Im Tauttropfen deiner Gerechtigkeit, Text: Michael Graff
- Messe „Singet dem Herrn ein neues Lied“
- Zerrissene Zeiten (2004), Text: Claus-Peter März